# 駒形十吉記念美術館
一般財団法人駒形十吉記念美術館（こまがたじゅうきちきねんびじゅつかん）は、新潟県長岡市今朝白にある美術館。
新潟総合テレビ（当時、現在のNST新潟総合テレビ）の元社長駒形十吉がその後の半生に収集、愛蔵してきた日本画、洋画などを公開するために開館した施設である。1994年にNST長岡放送センター跡に開館。

## 住所
- 新潟県長岡市今朝白2-1-4

## アクセス
- JR信越線、上越線長岡駅より徒歩10分